# Uno, Zero, Centomila
Uno, Zero, Centomila är den italienska italo disco-duon Righeiras tredje studioalbum, släppt 1992 via skivbolaget RCA.

## Låtlista
| Nr           | Titel                        | Längd |
| ------------ | ---------------------------- | ----- |
| 1.           | "Vivo al 139"                | 3:40  |
| 2.           | "Il male che mi fa"          | 3:50  |
| 3.           | "Tu ti muovi"                | 3:47  |
| 4.           | "Ore d'Amore"                | 4:23  |
| 5.           | "La voglia di nuotare"       | 3:28  |
| 6.           | "Keeping Close to the Music" | 3:50  |
| 7.           | "Dimmi con chi vai"          | 3:07  |
| 8.           | "Uno, Zero, Centomila"       | 4:40  |
| Total längd: | Total längd:                 | 30:45 |